# Босьяну, Константин
Константин Босьяну (рум. Constantin Bosianu; 10 февраля 1815, Бухарест, княжество Валахия — 21 марта 1882, Бухарест, Королевство Румыния) — румынский государственный и политический деятель, премьер-министр и министр внутренних дел Румынии, президент Сената Румынии (1879), юрист.
Почётный член Румынской академии (с 1879). Первый декан юридического факультета Бухарестского университета.

## Биография
Учился в престижной школе «Святого Саввы». Работал в органах государственного управления, был руководителем палаты общественного контроля Департамента финансов. Получив государственную стипендию, продолжил учебу в Антверпене и Париже, где в 1844 году получил научную степень в области литературы в Сорбонне и доктора права в 1851 году.
Вернувшись на родину, стал профессором римского права школы «Святого Саввы», затем, профессором бухгалтерского учёта в Центральном училище сельского хозяйства и директором департамента юстиции. Занимался общественно-политической деятельностью. В качестве члена Избирательного Собрания Валахии, 24 января 1859 голосовал за избрание Александру Иоанна Кузы на трон Румынии. Позже был назначен судьей Верховного Суда.
В 1864 году стал вице-президентом Государственного Совета объединённого княжества Валахии и Молдавии.
Между 26 января и 14 июня 1865 года Константин Босьяну — Премьер-министр Объединённого княжества Молдавии и Валахии. Одновременно исполнял обязанности министра внутренних дел, сельского хозяйства и общественных работ (26 января 1865 — 14 июня 1865).
Участвовал в организации и модернизации румынского государства, в принятии многих новых законов Румынии, в том числе, судебного права, реорганизации судебной системы, реорганизации службы пенсионного обеспечения государственных служащих и военных, закона об общественных работах и др. Кроме того, в качестве юриста, был членом редакционной комиссии по рассмотрению законов по сельскому праву и народному просвещению.
Позже, в 1867 избирался парламентарием. В 1879 был президентом Сената Румынии.